# Лейк-Маршалл (тауншип, Миннесота)
Лейк-Маршалл (англ. Lake Marshall) — тауншип в округе Лайон, Миннесота, США. На 2000 год его население составило 517 человек.

## География
По данным Бюро переписи населения США площадь тауншипа составляет 77,6 км², из которых 76,6 км² занимает суша, а 1,0 км² — вода (1,30 %).

## Демография
По данным переписи населения 2000 года здесь находились 517 человек, 183 домохозяйства и 144 семьи.  Плотность населения —  6,7 чел./км².  На территории тауншипа расположено 193 постройки со средней плотностью 2,5 построек на один квадратный километр. Расовый состав населения: 98,45 % белых, 0,19 % афроамериканцев, 0,77 % азиатов, 0,58 % — других рас США. Испанцы или латиноамериканцы любой расы составляли 0,58 % от популяции тауншипа.
Из 183 домохозяйств в 40,4 % воспитывались дети до 18 лет, в 71,0 % проживали супружеские пары, в 2,7 % проживали незамужние женщины и в 20,8 % домохозяйств проживали несемейные люди. 15,3 % домохозяйств состояли из одного человека, при том 6,0 % из — одиноких пожилых людей старше 65 лет. Средний размер домохозяйства — 2,83, а семьи — 3,17 человека.
30,6 % населения — младше 18 лет, 6,6 % — в возрасте от 18 до 24 лет, 28,4 % — от 25 до 44, 28,2 % — от 45 до 64, и 6,2 % — старше 65 лет. Средний возраст — 36 лет. На каждые 100 женщин приходилось 104,3 мужчин.  На каждые 100 женщин старше 18 приходилось 108,7 мужчин.
Средний годовой доход домохозяйства составлял 56 607 долларов, а средний годовой доход семьи —  62 344 доллара. Средний доход мужчин —  38 333  доллара, в то время как у женщин — 25 769. Доход на душу населения составил 21 461 доллар. За чертой бедности находились 1,4 % семей и 4,1 % всего населения тауншипа, из которых 1,8 % младше 18 и 12,1 % старше 65 лет.